# مسجد سادات
مسجد سادات مربوط به اواخر دوره قاجاریه است و در شهرستان اردستان، بخش زواره، شهر زواره، خیابان مسجد جامع واقع شده و این اثر در تاریخ ۸ بهمن ۱۳۸۵ با شمارهٔ ثبت ۱۷۰۳۹ به عنوان یکی از آثار ملی ایران به ثبت رسیده است.